# Cystogonopus inflatus
Cystogonopus inflatus är en mångfotingart som beskrevs av Demange 1961. Cystogonopus inflatus ingår i släktet Cystogonopus och familjen Harpagophoridae. Inga underarter finns listade i Catalogue of Life.